# The Normal Heart (Theaterstück)
The Normal Heart (englisch für das gewöhnliche Herz) ist ein stark autobiographisch geprägtes Theaterstück des Dramatikers Larry Kramer. Es behandelt die ersten Jahre der AIDS-Krise in New York City zwischen 1981 und 1984 aus der Sicht des homosexuellen Schriftstellers und Aktivisten Ned Weeks. Nach seiner sehr erfolgreichen Off-Broadway-Premiere 1985 kam es zu mehreren Wiederaufnahmen des Stückes, darunter in Los Angeles und London, 2004 erneut Off-Broadway und schließlich 2011 am Broadway. 2014 wurde das Stück als Fernsehfilm adaptiert.

## Handlung
In den frühen 1980er Jahren gründet der homosexuelle Aktivist Ned Weeks eine Organisation (GMCH), mit der er die Öffentlichkeit über eine damals noch weitgehend unbekannte Krankheit informieren will, die vor allem homosexuelle Männer zu betreffen scheint. Er bittet seinen Bruder Ben um Hilfe, der aber allenfalls zu einer passiven Unterstützung bereit ist, was schließlich zur Entfremdung der Brüder führt.
Auf der Suche nach Unterstützung beim einflussreichsten US-amerikanischen Verleger verliebt Ned sich in den New-York-Times-Redakteur Felix Turner. Er trifft zudem auf die seit ihrer Kindheit an Polio erkrankte Ärztin Emma Brookner, die sich im Alleingang und gegen die explizite Anweisung ihrer direkten Arbeitgeber und der zuständigen Gremien intensiv um die infizierten kümmert und versucht, Herkunft und Verlauf der Erkrankung zu erforschen.
Die AIDS-Epidemie breitet sich unterdessen weiter aus und fordert zahlreiche Todesopfer – auch unter Neds engen Freunden. Schließlich enthüllt auch Felix, dass er wohl von der Krankheit betroffen ist. Neds Organisation wählt Bruce Niles zu ihrem Präsidenten. Bruce ist im Gegensatz zu Ned ein eher zurückhaltender und höflicher Zeitgenosse, der außerhalb der Organisation, insb. im beruflichen Umfeld, nicht zu seiner Homosexualität stehen kann und für die Erreichung der gemeinsamen politischen Ziele einen vorsichtigeren, aus Neds Sicht zu zögerlichen Weg präferiert. Die Organisation leistet Aufklärungsarbeit und bietet AIDS-Patienten psychische, medizinische und rechtliche Unterstützung, setzt Testamente auf und stellt abgebrochene Kontakte zu Familienmitgliedern der Todkranken wieder her, erhält aber von städtischer Seite weiterhin keine nennenswerte Unterstützung.
Zwischen Ned und Bruce schwelen zunehmend Konflikte über die Ausrichtung der Organisation, obwohl beide das gleiche Ziel verfolgen. Als sich die Differenzen zwischen beiden zuspitzen, wird Ned schließlich vom Vorstand der Organisation entlassen. Der Zustand von Felix verschlechtert sich zusehends und er erliegt schließlich den Folgen der AIDS-Infektion.

## Autobiographischer Hintergrund
Die Handlung entspricht den aufgearbeiteten autobiografischen Erinnerungen Kramers, welche er zu Aufklärungszwecken bereits 1985 als Theaterstück veröffentlichte. Tatsächlich gründete Kramer 1981 Gay Men’s Health Crisis (GMCH), die weltweit erste und bis heute größte Non-Profit-Hilfsorganisation für Opfer von AIDS. 1987 gründete er außerdem ACT UP, neben der reinen Wortbedeutung (sich auflehnen, Ärger machen) ein Anagramm für AIDS Coalition to Unleash Power (etwa: Vereinigung zur Entfesselung von Kraft). Hauptziel war dort politischer Druck durch Lobbyarbeit, Demonstrationen und öffentliche Reden.
Ursprünglich lag der Fokus in der Umsetzung seines Dramas auf den politischen und gesellschaftlichen Widerständen im Kampf um Aufmerksamkeit und Hilfe sowie dem Streit um Prioritäten und Umsetzungsstrategien innerhalb seiner eigenen Organisation GMHC. In späteren Inszenierungen wie auch in der Verfilmung wurde als zweitem Schwerpunkt der tiefgreifenden Liebesgeschichte zwischen Felix und Ned stärker Rechnung getragen. Die Namen der meisten Haupt- und Nebendarsteller, darunter die Mitglieder von GMHC, wurden im Drama geändert. Namen der involvierten Persönlichkeiten aus Politik und Fernsehen wie dem New Yorker Oberbürgermeister Ed Koch und dem damaligen Präsidenten Ronald Reagan blieben dagegen unverändert, um die Darstellung nicht zu fiktionalisieren. In der Danksagung zur Buchfassung seiner zusammenhängenden Dramen The Normal Heart und The Destiny of Me zollt Kramer seiner langjährigen Freundin und Vertrauten Dr. Linda J. Laubenstein besondere Anerkennung, deren eindrucksvolle Geschichte im Stück anhand der Figur Dr. Emma Brookner erzählt wird.

## Auszeichnungen (Auswahl)
- 2011: Auszeichnung mit dem Tony Award für die Beste Wiederaufnahme eines Theaterstücks[1]
- 2011: Auszeichnung mit dem Tony Award für den Besten Nebendarsteller – John Benjamin Hickey
- 2011: Auszeichnung mit dem Tony Award für die Beste Nebendarstellerin – Ellen Barkin

## Verfilmung
Das Stück wurde 2014 von Regisseur Ryan Murphy mit einer Starbesetzung verfilmt. Unter den Darstellern waren Mark Ruffalo, Matthew Bomer, Julia Roberts, Taylor Kitsch, Jim Parsons und Alfred Molina. Kramer schrieb selbst das Drehbuch zu der Adaption seines Werkes. Auch einige Darsteller der jüngsten Inszenierung am Broadway waren im Film erneut vertreten. Der Film gewann eine Vielzahl von Auszeichnungen, darunter einen Golden Globe für Matt Bomer (Felix) und einen Emmy als bester Fernsehfilm.